# Джеймс Богард

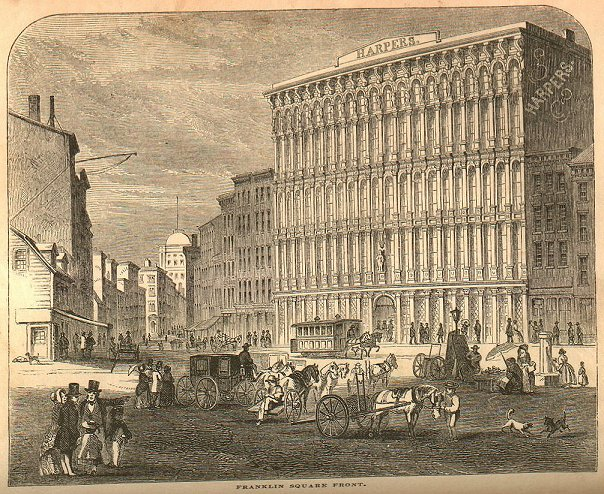
«Гарпер енд бразерс білдинг» (Нью-Йорк, Франклін-сквер)

Джеймс Бо́гард (англ. James Bogardus; 14 березня 1800, Кетскілл, штат Нью-Йорк, США — 13 квітня 1874, Нью-Йорк, США) — американський винахідник і архітектор. Відомий тим, що популяризував запатентовані ним чавунні будівельні конструкції, які активно використовувались у США у 1850—1880 роках для спорудження індустріальних та комерційних будівель.

## Біографічні дані

### Ранні роки
Богард народився у місті Кетскілл у штаті Нью-Йорк. Він був нащадком преподобного Едварда Богарда (пом. 1647), пастора Нідерландської реформатської церкви у Нових Нідерландах.
У віці 14 років Богард покинув школу та пішов вчитися на годинникаря.

### Кар'єра
До того, як зайнятись чавунними конструкціями, він зробив декілька цінних винаходів. У 1828 році він запатентував конструкцію бавовняно-прядильної машини, що отримала назву «англ. ring flyer». У 1831 році він винайшов механізовану гравіювальну машину, яка використовувалася для гравірування кліше для друку банкнот та поштових марок. У 1932 році він винайшов ексцентриковий млинок, яка використовується і тепер для подрібнення зерна, фарб, руди тощо, принцип якого знайшов застосування в обладнанні для фінішного шліфування кульок підшипників кочення а при регульованому ексцентриситеті для шліфування оптичних лінз.
Богард вважав, що чавун одночасно відповідає, як інженерним, так і естетичним вимогам. Свої будівлі він проектував так, «що якби більша частина металевих конструкцій була видалена або зруйнована, ці будівлі продовжували б стояти непохитно», як говорив він у своїй книзі «Архітектор і залізо».
За методикою Богарда пропонувалось підтримувати вагу будівлі не стінами, а колонами. Цей метод у подальшому ліг в основу стальних каркасів та будівництва хмарочосів. Вперше він був втілений Богардом у 1848 році при будівництві власної п'ятиповерхової фабрики у Нью-Йорку. Богард виготовляв та відвантажував збірні секції зі своєї фабрики на будови. Найвідомішою його будівлею є збудована у 1854 році «Гарпер енд бразерс білдінг» на Франклін-сквер у Нью-Йорку — фасад якої мав майже повністю засклену поверхню.
На усіх спорудах, збудованих за його проектом, Богард встановлював металеві таблички з написом «James Bogardus Originator & Patentee of Iron Buildings Pat' May 7, 1850» («Джеймс Бокард автор і власник патенту на залізні будівлі, запатентовано 7 травня 1850»)

### Особисте життя
Він одружився у 1831 з Маргарет Макклай (1803—1878), онукою преподобного Архіблада Маклая. Шлюб був бездітний.
Богард помер 13 квітня 1874 року в Нью-Йорку у віці 74 років. Похований на Грін-Вудському цвинтарі в Брукліні (Нью-Йорк).